# يورغن أولين
يورغن أولين هو لاعب كرة قدم سويدي في مركز الدفاع، ولد في 19 ديسمبر 1937 في مالمو في السويد، وتوفي في 21 مارس 2013 في السويد. لعب مع نادي مالمو.